# Neckeropsis undulata
Neckeropsis undulata är en bladmossart som beskrevs av Heinrich Wilhelm Reichardt 1870. Neckeropsis undulata ingår i släktet Neckeropsis och familjen Neckeraceae. Inga underarter finns listade i Catalogue of Life.